# 27512 Gilstrap
27512 Gilstrap este un asteroid din centura principală de asteroizi.

## Descriere
27512 Gilstrap este un asteroid din centura principală de asteroizi. A fost descoperit pe 4 aprilie 2000 la Socorro, New Mexico, în cadrul proiectului LINEAR. Asteroidul prezintă o orbită caracterizată de o semiaxă mare de 2,21 ua, o excentricitate de 0,07 și o înclinație de 6,3° în raport cu ecliptica.